# Báhoň
Báhoň je obec na Slovensku v okrese Pezinok. Rozkládá se v dolní části úrodné trnavské tabule. Patří do malokarpatské vinařské oblasti, regionu Červený Kameň. Žije zde přibližně 1 800 obyvatel.

## Historie
První písemná zmínka o vesnici (villa Bahun) pochází z roku 1244, ale počátky osídlení sahají až do mladší doby kamenné, což dokazují nálezy neolitického sídliště s nálezy z období kultury s lineární keramikou a lengyelské kultury, římsko-barbarského a slovanského sídliště a pohřebiště z doby velkomoravské. Od poloviny 10. do 13. století vesnice byla královským majetkem patřícím k bratislavskému hradu. Poté prošla rukama několika majitelů. Od roku 1580 Báhoň držela, po dobu více než tři sta let, zemanská rodina Jezernických, jejíž příslušníci se stali patrony zdejší farnosti.
V polovině 16. století byla Báhoň dvojjazyčnou německo-slovenskou obcí s převahou německy mluvícího obyvatelstva. Koncem století se zde usadili i chorvatští osadníci. V roce 1845 život v obci příznivě ovlivnilo vybudování koněspřežné dráhy z Bratislavy do Trnavy. Po první světové válce se začala rozvíjet činnost různých spolků, zejména divadelních ochotníků a sportovních klubů. V bývalém zámku Jezernických byl v roce 1930 zřízen Kaplického ústav pro slepce, který slouží stejnému účelu dodnes.

## Pamětihodnosti
Zdejší římskokatolický kostel svatého Františka z Assisi postavil v letech 1914–1921 architekt Milan Michal Harminc. V obci se dochovaly dvě kapličky, tři sakrální sochy a dva kříže z roku 1874 a 1906. Na návsi je pomník padlým v první a druhé světové válce.